# Усен (Верхний Рейн)
Усе́н (фр. Houssen) — коммуна на северо-востоке Франции в регионе Гранд-Эст (бывший Эльзас — Шампань — Арденны — Лотарингия), департамент Верхний Рейн, округ Кольмар — Рибовилле, кантон Кольмар-2. До марта 2015 года коммуна административно входила в состав упразднённого кантона Андольсайм (округ Кольмар).
Площадь коммуны — 6,70 км², население — 1643 человека (2006) с тенденцией к росту: 1831 человек (2012), плотность населения — 273,3 чел/км².

## Население
Численность населения коммуны в 2011 году составляла 1796 человек, а в 2012 году — 1831 человек.
| 1962 | 1968 | 1975 | 1982 | 1990 | 1999 | 2006 | 2007 | 2011 | 2012 |
| ---- | ---- | ---- | ---- | ---- | ---- | ---- | ---- | ---- | ---- |
| 987  | 1081 | 1094 | 1219 | 1348 | 1578 | 1643 | 1652 | 1796 | 1831 |

Динамика населения:

## Экономика
В 2010 году из 1218 человек трудоспособного возраста (от 15 до 64 лет) 936 были экономически активными, 282 — неактивными (показатель активности 76,8 %, в 1999 году — 74,2 %). Из 936 активных трудоспособных жителей работали 875 человек (474 мужчины и 401 женщина), 61 числились безработными (30 мужчин и 31 женщина). Среди 282 трудоспособных неактивных граждан 102 были учениками либо студентами, 107 — пенсионерами, а ещё 73 — были неактивны в силу других причин.
На протяжении 2011 года в коммуне числилось 729 облагаемых налогом домохозяйств, в которых проживало 1770 человек. При этом медиана доходов составила 22362 евро на одного налогоплательщика.

## Достопримечательности (фотогалерея)

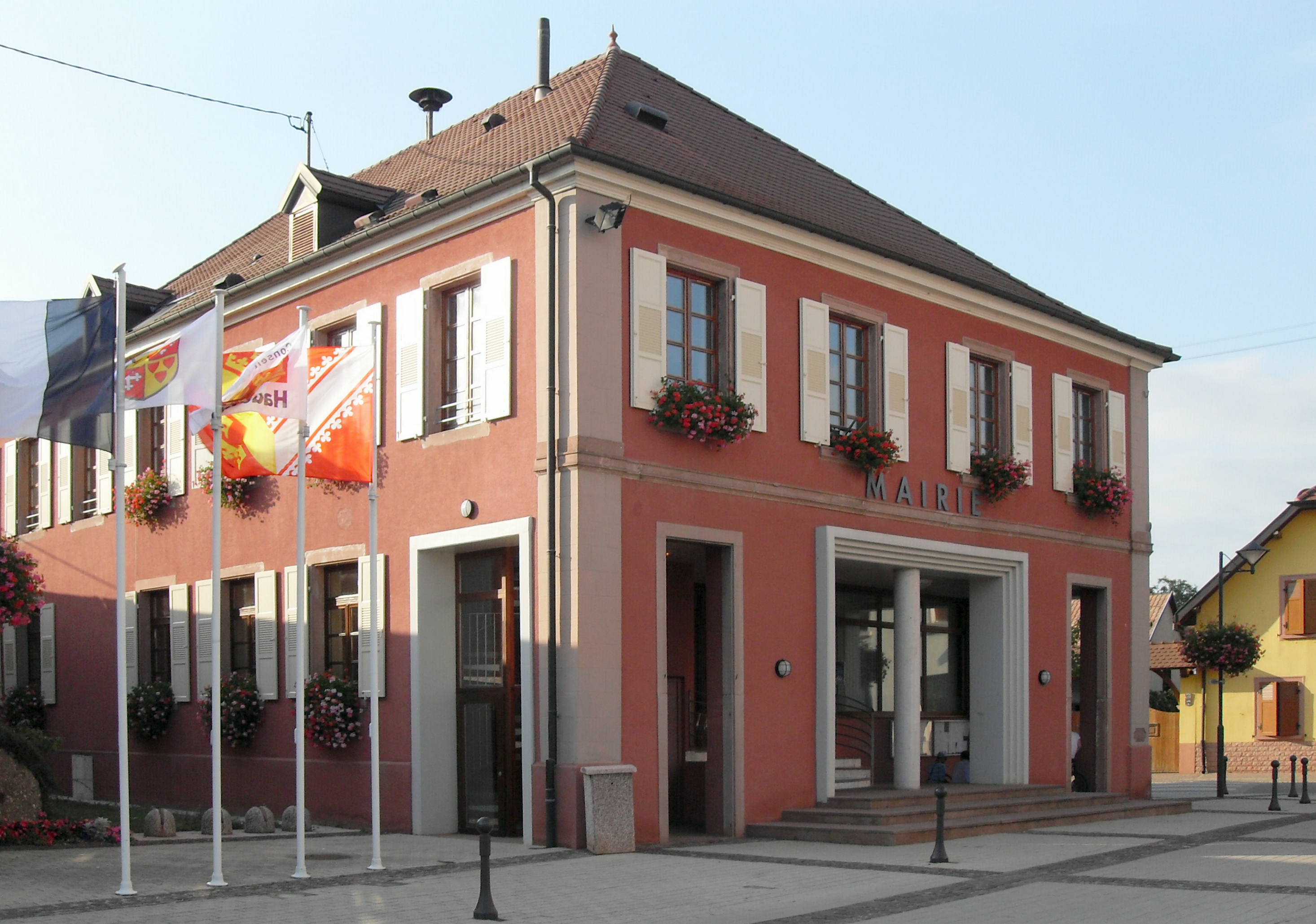
Здание мэрии